# 彼得·W·史密斯
彼得·W·史密斯（Peter W. Smith，1936年2月23日—2017年5月14日）是一位美国投资家。

## 生平
毕业于东北大学電機工程學学士学位，在聖母大學获得工商管理硕士学位。2017年，他向华尔街日报透露他曾经联系多名黑客获取希拉里·克林顿相关的背景信息以供对手使用。10天后他在明尼苏达州罗彻斯特的一个宾馆自杀。

## 政治参与
他是青年共和党学院的全国主席，他还是美国大西洋理事会的董事会成员和官员并且还积极参与美国传统基金会，战略与国际研究中心和布鲁金斯学会。他是共和黨全國委員會、GOPAC以及个人候选人的撰稿人和筹款人。史密斯还是紐特·金里奇的 GOPAC的主要捐赠者,从1989年到1995年提供超过10万美元，这笔款项使他成为GOPAC的前20名捐赠者之一。